# Szymon Ruman
Szymon Albert Ruman (ur. 25 sierpnia 1983 w Warszawie) – polski prawnik, legislator, urzędnik państwowy, menedżer. W latach 2015–2016 podsekretarz stanu w Ministerstwie Cyfryzacji. Od 2016 związany z Exatel SA, następnie wiceprezes zarządu spółki.

## Życiorys
Absolwent studiów prawniczych na Wydziale Prawa i Administracji Uniwersytetu Warszawskiego (2006). Ukończył także aplikację legislacyjną w Rządowym Centrum Legislacji (2012) oraz Podyplomowe Studium Europejskie Stosunki Ekonomiczno-Finansowo-Prawne w Szkole Głównej Handlowej (2010).
W latach 2004–2005 był sekretarzem redakcji, kierowanego przez Konrada Szymańskiego, kwartalnika „Międzynarodowy Przegląd Polityczny”.
Od 2005 związany z administracją publiczną. W latach 2005–2007 był rzecznikiem prasowym marszałka Sejmu Marka Jurka. Przez następne pięć lat pracował jako ekspert ds. legislacji w Biurze Analiz Sejmowych. W tym okresie współpracował z sejmową komisją ds. Unii Europejskiej, a także zajmował się zgodnością polskiego prawa z prawem UE. W 2012 wszedł w skład korpusu Polskiej Prezydencji w UE i współorganizował parlamentarny wymiar Prezydencji.
W latach 2009–2011 jako Key Account Manager w Vienna Insurance Group (Capitol) rozwijał strukturę sprzedaży produktów emerytalnych.
W latach 2012–2014 pracował w Ministerstwie Sprawiedliwości, początkowo jako legislator przy kluczowych projektach resortu, następnie jako naczelnik Wydziału Prawa o Ustroju Sądów, kierował legislacją z zakresu reorganizacji, a także informatyzacji wymiaru sprawiedliwości. Kierował również zespołem nadzorującym całość prac legislacyjnych w ministerstwie.
Od stycznia 2015 zatrudniony w Centralnym Ośrodku Informatyki, najpierw jako ekspert ds. prawnych, a następnie zastępca kierownika Zespołu Prawnego.
Od 18 listopada 2015 do 31 marca 2016 pełnił funkcję podsekretarza stanu w Ministerstwie Cyfryzacji w rządzie Beaty Szydło.
Od 2016 dyrektor sprzedaży w spółce Exatel SA. Kierował sprzedażą do rynku publicznego oraz rynków energetyki, finansów i korporacyjnego.
Wykładowca Szkoły Głównej Handlowej na kierunku zarządzanie cyberbezpieczeństwem.
W latach 2021–2024 członek rady nadzorczej Huty Łabędy. Od 2024 partner w agencji Bridge.

### Działalność pozarządowa i ekspercka
Przez wiele lat związany z sektorem pozarządowym. Był numerariuszem Opus Dei, mieszkał w ośrodku formacyjnym tej organizacji przy ul. Filtrowej w Warszawie. Należał do stowarzyszenia Młodzi Konserwatyści RP (1998–2008), gdzie pełnił funkcję prezesa w latach 2006–2008. Ponadto przez wiele lat związany z Instytutem Druckiego-Lubeckiego. W latach 2009–2011 współpracował z Fundacją Republikańską, m.in. jako koordynator projektu „deregulacja” oraz członek redakcji kwartalnika „Rzeczy Wspólne”. Od jesieni 2014 członek rady programowej warszawskiego oddziału Klubu Jagiellońskiego.

### Działalność partyjna
W 2001 przystąpił do Przymierza Prawicy. Rok później wraz z tym ugrupowaniem wszedł w skład Prawa i Sprawiedliwości, gdzie pełnił m.in. funkcje członka Rady Politycznej i zarządu warszawskiego. Odszedł z PiS razem m.in. z Markiem Jurkiem w kwietniu 2007, a następnie przez 5 miesięcy pełnił funkcję rzecznika prasowego założonej przez niego Prawicy Rzeczypospolitej (nie będąc jednak członkiem tego ugrupowania).

## Życie prywatne
Żonaty, ma córkę i dwóch synów.

## Publikacje
- Władza ustawodawcza, w: Konstytucja IV Rzeczypospolitej. Porównanie projektów (materiały z konferencji pt. „O naprawie Rzeczypospolitej…” zorganizowanej na Wydziale Prawa i Administracji UW przez KN Ius et Civitas oraz Instytut Druckiego-Lubeckiego), Warszawa 2005.
- Doświadczenia wybranych państw w zakresie przygotowań do prezydencji w Radzie UE, „Analizy BAS” nr 15 (23), 24 listopada 2009.
- Informacja prawna dotycząca procesu opiniowania zgodności z prawem UE prawa stanowionego przez parlament brytyjski oraz rozkładu odpowiedzialności za zapewnienie zgodności z prawem UE prawa wewnętrznego stanowionego w Zjednoczonym Królestwie, „Zeszyty Prawnicze Biura Analiz Sejmowych” 9/3 (35), 2012, s. 178–184.